# Guillaume Diop
Guillaume Diop, född 6 mars 2000 i Paris, är en fransk balettdansare. Han gick med i Parisoperans balett 2018 och befordrades till étoile 2023, då han blev den första svarta personen att nå denna rang i kompaniets historia.
Hösten 2024 uppträdde Diop i en huvudroll på Kungliga Baletten i Stockholm, då han spelade Gustav Badin i den nya uppsättningen Gustavia, med koreografi av Pär Isberg.

## Uppväxt och utbildning
Diop föddes i det 18:e arrondissementet i Paris, med en fransk mor och en senegalesisk far. Han började dansa vid fyra års ålder och när han var tolv började han på Parisoperans balettskola. Han deltog också i en sommarintensivkurs i den afroamerikanska Alvin Ailey American Dance Theatre i New York när han var 16, där han fick sitt personliga genombrott.

## Karriär
2018 fick Diop anställning på Parisoperans Balettkompani efter att ha gått dess balettskola i sex år.
Diop gjorde sin debut i en huvudroll vid 21 års ålder, som Romeo i Nurejevs Romeo och Julia, inkallad som ersättare för en skadad huvuddansare. Vid den här tiden hade han ännu den lägsta rangen (quadrille), och blev så den första quadrillen att dansa en huvudroll i ett stort balettverk sedan Mathilde Froustey 2003. Han dansade också Bröllopets pas de deux från Törnrosa inom kompaniets Young Dancer-program, där nyanställda dansare får möjlighet att visa sin talang genom att uppträda i större dansroller, och där han fick mycket beröm.
November 2021 befordrades Diop till nästa rang, coryphée. Han uppträdde då i fler huvudroller, inklusive Basilio i Don Quijote, Solor i La Bayadère och Prins Siegfried i Svansjön, varje gång som ersättare för indisponerade högre uppsatta dansare. Kort sagt, Diop fick huvudroller trots att han inte var huvuddansare. Som följd befordrades han till sujet, den lägsta rangen av solodansare, i november 2022.
Endast några månader senare, i mars 2023, befordrades den 23-åriga Diop till étoile, den högsta rangen vid Parisoperan. Därmed kringgick han rangen som premier danseur vilket är mycket ovanligt. Samtidigt blev han den första svarta dansaren att nå den högsta rangen étoile i kompaniets 300-åriga historia.
2024 uppträdde Diop vid den olympiska öppningsceremonin i Paris, då han dansade solo på taket till stadshuset Hôtel de Ville.

## Kamp mot rasdiskriminering
Diop har kämpat med att vara ensam mörkhyad i en värld dominerad av vita. I sin ungdom rekommenderades han, både av dansvärlden och av sina föräldrar, att inte satsa på en danskarriär på grund av sin hudfärg - då fanns endast en icke-vit dansare vid Parisbaletten, vilket antydde att det skulle vara svårt att få jobb. Att han inte hade någon motiverande förebild gjorde honom länge osäker på sitt karriärval. Han fick dock den motivation och självsäkerhet han behövde under sommarkursen bland afroamerikaner på Alvin Ailey American Dance Company i New York. Efter den bestämde han sig för att satsa på en danskarriär och sökte in till Parisoperan.
Senare när han gjort karriär har hans avancemang beskyllts vara positiv diskriminering, något han själv avvisar.
I september 2020, som ett led i George Floyd-protesterna, skrev Diop, tillsammans med de fyra andra svarta dansarna i kompaniet, ett manifest med titeln "De la question race à l'Opéra de Paris" ("Rasfrågan på Operan i Paris"), som ifrågasatte viss praxis inom operahuset och uppmuntrade till förändring mot rasdiskriminering. Som respons tillkännagav generaldirektören för Parisoperan vissa åtgärder mot rasistiska karikatyrer, och bland annat smink och kostymer anpassades åt dem kort därefter.

## Privatliv
Guillaume Diops far kommer från Senegal och modern från Auvergne i Frankrike. Han har en två år äldre syster som var hans första inspiration till att börja dansa. Han är uppvuxen och bor i Paris.
Han har förutom Alvin Ailey nämnt den svenska ballerinan Nikisha Fogo som förebild.

## Utmärkelser
2021 fick Diop danspriset Cercle Carpeaux, som tilldelas framstående unga corps de ballet-dansare på Parisoperan.
2022 listades Diop som en av "30 under 30" av den franska upplagan av Vanity Fair.
2023 var han en av Dance Magazines "25 to Watch".